# Iver Nicholas Nelson
Iver Nicholas Nelson (* 2. Januar 1893; † 27. September 1970 in Davis (Kalifornien)) war ein US-amerikanischer Romanist und Hispanist.

## Leben und Werk
Nelson studierte alte Sprachen an der Washington University in St. Louis und unterrichtete in Tennessee. Dann studierte er Spanisch an der University of Missouri in Columbia (Missouri) und unterrichtete dort mit dem Mastergrad als Instructor. Nach kurzen Gastspielen am Kansas State Teachers’ College (heute: Emporia State University Teachers College) und am Westminster College in Fulton (Missouri) wurde er 1934 an der University of California at Berkeley promoviert mit der Arbeit A study of the language of Fray Juan de Pineda's Agricultura Christiana (teilveröffentlicht in: Hispanic Review) und lehrte von 1934 bis zu seiner Emeritierung 1960 an der University of California, Davis, zuerst als Instructor für Spanisch und Französisch, ab 1952 als Professor und Leiter des Department of Foreign Languages. Nach einem Schlaganfall verbrachte er die letzten zehn Jahre seines Lebens im Rollstuhl.